# Laurie Cunningham
Lawrence "Laurie" Paul Cunningham (ur. 8 marca 1956 w Londynie, zm. 15 lipca 1989 w Madrycie) – angielski piłkarz grający na pozycji napastnika, pierwszy czarnoskóry reprezentant Anglii.
Karierę zaczynał w Leyton Orient F.C., skąd w 1977 przeniósł się do West Bromwich Albion, a następnie za blisko milion funtów do Realu Madryt, gdzie grał w latach 1979–1983, będąc pierwszym brytyjczykiem w historii klubu. W Madrycie wygrał Primera División w roku 1980 oraz Copa del Rey w 1980 i 1982.
Po wypożyczeniu do Manchesteru United w 1983 wrócił do Hiszpanii i zagrał jeden sezon jako zawodnik Sportingu Gijón. Jego kolejnymi klubami były Olympique Marsylia, Leicester City, Rayo Vallecano i Charleroi.
W 1989 trafił do Wimbledonu. Choć tam grał mało, zagrał 35 minut w wygranym finale FA Cup 1988 z Liverpoolem. Niedługo potem został piłkarzem Rayo Vallecano, ale już 15 lipca zginął w wypadku samochodowym w Madrycie.
Dla drużyny narodowej rozegrał sześć meczów i nie strzelił żadnego gola. Co prawda w seniorskiej reprezentacji był drugim (po Vivie Andersonie) czarnoskórym piłkarzem, dzięki występom w drużynie do lat 21 stał się pierwszym w ogóle czarnoskórym reprezentantem kraju.

## Sukcesy

### Real Madryt
- Mistrzostwo Hiszpanii: 1979–80
- Puchar Króla: 1979–80, 1981–82

### Wimbledon
- Puchar Anglii: 1987–88